# Horní Vysoké
Horní Vysoké je část městyse Levín v okrese Litoměřice. Nachází se na západě Levína. Prochází zde silnice II/260. Horní Vysoké leží v katastrálním území Levín u Litoměřic o výměře 2,15 km².

## Historie
První písemná zmínka o vesnici pochází z roku 1374.

## Obyvatelstvo
Při sčítání lidu v roce 1921 zde žilo 102 obyvatel (z toho 47 mužů), z nichž bylo deset Čechoslováků a 92 Němců. Kromě pěti evangelíků byli římskými katolíky. Podle sčítání lidu z roku 1930 měla vesnice sto obyvatel: čtrnáct Čechoslováků a 86 Němců. Až na tři evangelíky a šest lidí bez vyznání se hlásili k římskokatolické církvi.
|                                                                | 1869 | 1880 | 1890 | 1900 | 1910 | 1921 | 1930 | 1950 | 1961 | 1970 | 1980 | 1991 | 2001 | 2011 |
| -------------------------------------------------------------- | ---- | ---- | ---- | ---- | ---- | ---- | ---- | ---- | ---- | ---- | ---- | ---- | ---- | ---- |
| Obyvatelé                                                      | 137  | 130  | 120  | 107  | 87   | 102  | 100  | 57   | 69   | 49   | 42   | 19   | 16   | 24   |
| Domy                                                           | 25   | 26   | 26   | 24   | 26   | 26   | 26   | 24   | .    | 14   | 13   | 17   | 13   | 18   |
| Počet domů z roku 1961 je zahrnut v domech místní části Levín. |      |      |      |      |      |      |      |      |      |      |      |      |      |      |

## Pamětihodnosti
- bývalé Lázně Jeleč